# Династія
Дина́стія (від грец. δυναστεία — «влада»)
1. монархи того самого роду, які змінюють один одного на троні за правом успадкування або спорідненості[2]; також — правлячий рід, правлячий дім.
2. те саме, що рід; також — дім, родина, клан (у кельтів).
3. у китаїстиці назва держави, імперії на теренах Китаю; також — держава, імперія.
4. переносно про ремісничу, мистецьку чи спортивну школу[3].

## За країнами

### Європа
- Австрія: Бабенберги, Габсбурги
- Англія: Віндзори, Йорки, Стюарти, Тюдори, Плантагенети
- Візантія: Ангели, Дуки, Комніни, Мономахи, Палеологи, Кантакузини, Лакапіни, Македонська династія
- Німеччина: Саксонська династія, Салічна династія, Гогенштауфени, Вельфи, Люксембурги, Віттельсбахи, Гогенцоллерни, Гольштейн-Готторп
- Латвія: Кеттлери, Бірони
- Литва: Гедиміновичі, Ягеллони, Радзивіли, Романови
- Польща: П'ясти, Ягеллони, Валуа, Вази, Вишневецькі, Романови, Габсбурги
- Росія: Гедиміновичі,Годунови, Шуйські, Романови
- Сербія: Неманичі
- Угорщина: Арпади, Валуа
- Україна: Геракліди, Паралати, Ахеменіди, Аргеади, Фарнакіди, Археанактиди, Спартокіди, Мітрідатіди, Тиберії Юлії Савромати, Дуло, Амали, Рюриковичі, Володимировичі, Гедиміновичі, П'ясти, Анжу, Чингізиди, Джучіди, Ягеллони, Валуа, Вази, Вишневецькі, Бурбони, Веттіни, Романовичі, Габсбурги, Ґераї, Вишневецькі, Скоропадські, Хмельницькі.
- Франція:  Робертіни, Меровінги, Каролінги, Капетинги, Валуа,  Бурбони
- Чехія: Пржемисловичі, Ягеллони
- Швеція: Вази

#### Іспанія
- 718—924: Астурійська
- 924—1126: Хіменеська
- 1126—1369: Кастильська Бургундська
- 1369—1555: Трастамарська
- 1555—1700: Габсбурзька
- 1700—1808: Бурбонська
- 1808—1813: Бонапартська
- 1813—1871: Бурбонська
- 1871—1873: Савойська
- 1873—1874: Бурбонська
- з 1975: Бурбонська

#### Португалія
- 1139—1383: Португальська Бургундська
- 1385—1580: Авіська
- 1581—1640: Габсбурзька
- 1640—1853: Браганська
- 1853—1910: Брагансько-Кобурзька

### Азія
- Хань,  Цин,  Тан (Китай)
- Сасаніди (Іран)
- Омеяди (Халіфат)
- Аббасиди (Халіфат)
- Темурідов (Мавереннахр)
- Ахеменіди, Селевкіди (Персія)
- Сельджуки (Туреччина, Персія)
- Османи (Османська імперія)
- Багратіоні (Грузія)
- Багратіди (Велика Вірменія)
- Чингізиди (Монгольська Імперія, Казахське ханство)
- Саудити (Саудівська Аравія)
- Мін (Єгипет)